# Cirsium verutum
Cirsium verutum là một loài thực vật có hoa trong họ Cúc. Loài này được (D.Don) Spreng. mô tả khoa học đầu tiên năm 1826.